# Mayhem (Imelda May)
Mayhem è il terzo album in studio della cantautrice irlandese Imelda May, pubblicato nel 2010.

## Tracce
Testi e musiche di Imelda May eccetto dove indicato.
1. Pulling the Rug – 3:54
2. Psycho – 2:53
3. Mayhem – 2:47
4. Kentish Town Waltz – 4:50
5. All for You – 2:51
6. Eternity – 3:17 (Darrel Higham)
7. Inside Out – 3:28
8. Proud and Humble – 4:01
9. Sneaky Freak – 3:05
10. Bury My Troubles – 3:07
11. Too Sad to Cry – 4:29
12. I'm Alive – 3:52
13. Let Me Out – 3:22
14. Tainted Love (cover di Gloria Jones) – 2:48 (Ed Cobb)